# Хёйбротен, Дагфинн

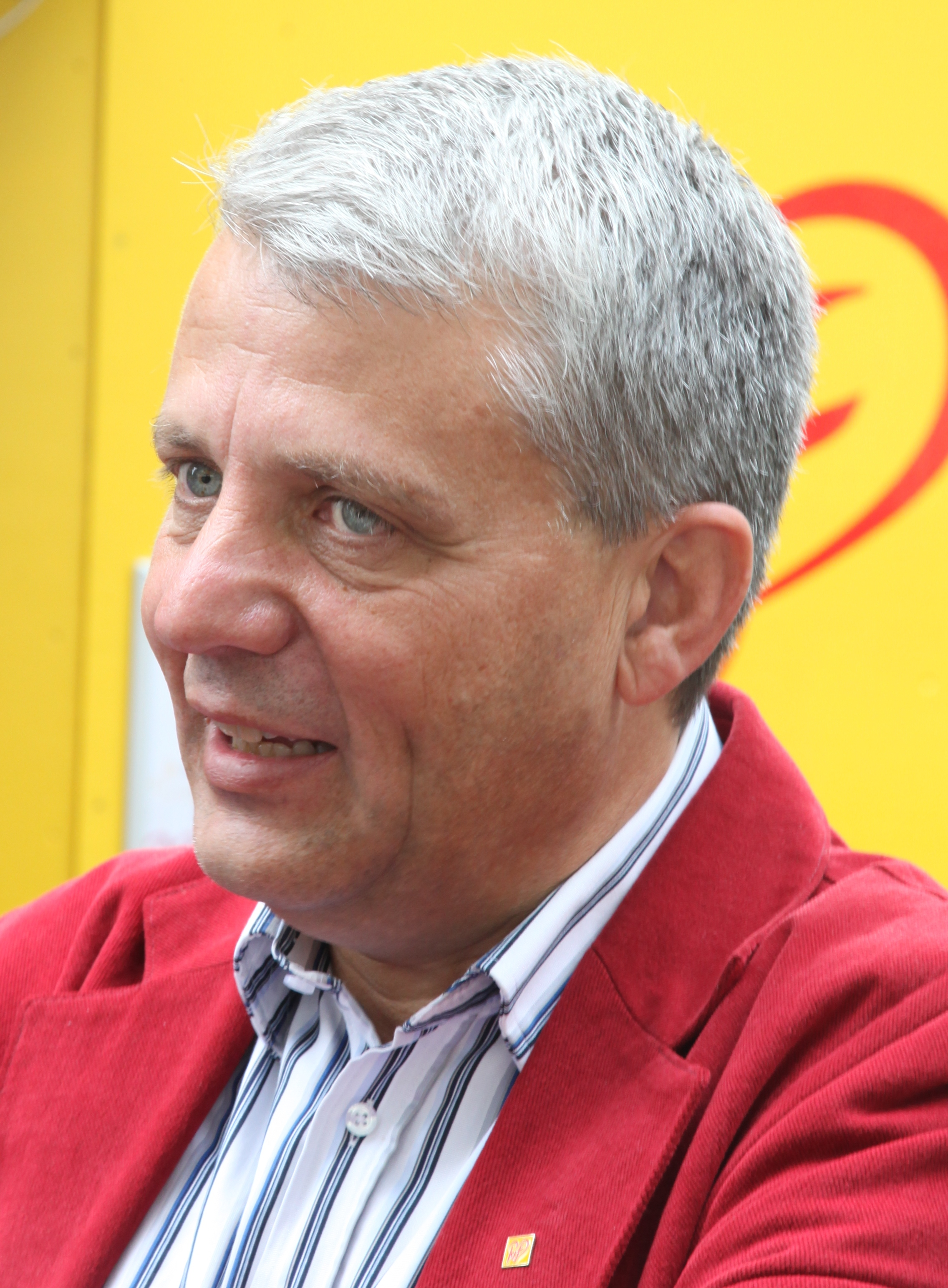
Дагфинн Хёйбротен

Дагфинн Хёйбротен (норв. Dagfinn Høybråten; род. 2 декабря 1957, Осло) — норвежский политик, бывший лидер Христианской демократической партии (ХДП).

## Биографические сведения
Хёйбратен родился в 1957 году в Осло, детские годы провёл в Несоддене, а также в Саннесе, где его отец работал в ветеринарной сфере. В 1984 году Университетом Осло ему была присвоена степень кандидата политических наук. Женат, имеет четверых детей и двух внуков.

## Карьера
Хёйбротен с молодых лет активно участвовал в политической деятельности и с 1979 года занимал пост председателя Молодёжной христианской народной партии. С 1997 по 2000 и с 2001 по 2004 год он возглавлял Министерство здравоохранения и социального обеспечения. После изменения состава правительства в 2004 году, он был назначен на пост министра труда и социальных дел. С 2004 по 2011 год он также занимал должность главы Христианской демократической партии.
Будучи министром здравоохранения, Хёйбротен активно продвигал идею о запрете курения в общественных местах. Итогом антитабачной кампании министра стал законопроект, запрещающий курение в ресторанах, барах и кафе, однако курить по-прежнему разрешалось в гостиничных номерах. В 2004 году ряд либеральных СМИ, в частности Dagbladet, обвинили его в фундаментализме: так, например, издание заявляло, что Хёйбротен выступает против абортов даже в случаях изнасилования. Отвечая на публикацию, политик дистанцировался от обвинений в фундаментализме, заявив, что ХДП считает совершение аборта после изнасилования крайним выходом из ситуации.
В 2005 году был избран членом Парламента Норвегии от Ругаланна, а в 2009 — переизбран на эту должность. В 2007 году Хёйбротен также занимал пост президента Северного совета. В недавнем прошлом объявил, что не намерен участвовать в парламентских выборах 2013 года.